# Tseten Dorje

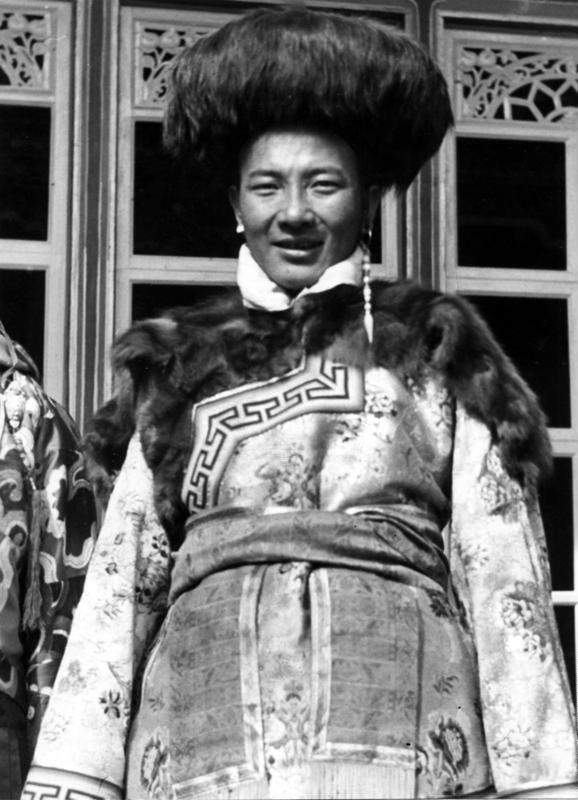
Tseten Wangyal, le fils du ministre Bhondong Se en 1939

Bhondong (Se), de son nom personnel Tséten Dorjé (1889 - 9 mai 1945), est un homme politique tibétain.

## Biographie
Bhöndong était fonctionnaire du gouvernement en 1906. Pendant 15 ans, il était secrétaire (Ka-Trung) du Kashag. À l'été 1934, il a été nommé ministre du Cabinet (Shappe). En raison de son secrétariat longue conservation, il a eu une influence sur le Kashag.
En septembre 1939, il a accueilli près de Nagchukha le jeune 14e dalaï-lama vers la fin de son voyage depuis sa ville natale de Taktser à Lhassa. Il lui remit une lettre de reconnaissance du régent du Tibet.

## Famille
Son frère Tsesum Phunkhang fut l'agent commercial tibétain de Yatung de 1933 à 1940.
Il eut un seul fils, Tseten Wangyal, né en 1910.